# بيمكو
بيمكو (بالإنجليزية: Pacific Investment Management Company LLC)‏، (اختصارًا PIMCO) هي شركة إدارة استثمارات أمريكية، تركز على الدخل الثابت ويقع مقرها الرئيسي في نيوبورت بيتش، أورانج، كاليفورنيا، ويعمل بها 2300 موظف في 14 مكتبًا في 11 بلدًا، ووصلت أصولها المالية إلى 1.77 تريليون دولار في 31 مارس 2018. توفر الشركة صناديق الاستثمار المشترك وخدمات إدارة المحافظ وتوزيعات الأصول الأخرى لملايين المستثمرين حول العالم، وتقدم العديد من المنتجات الاستثمارية المختلفة، بما في ذلك السندات الأساسية والائتمان، والائتمان المنظم، والبدائل، والأصول الحقيقية، والأسهم والعملات.